# لی یومینگ
لی یومینگ (انگلیسی: Li Yueming؛ زادهٔ ۲۴ ژانویهٔ ۱۹۶۸) بازیکن والیبال اهل چین است.